# Municipio de Tacámbaro
El municipio de Tacámbaro (del purépecha: ‘lugar de palmeras’) es uno de los 113 municipios en que se encuentra dividido el estado mexicano de Michoacán. Su cabecera municipal es la localidad de Tacámbaro de Codallos, la cual se ubica a 55 kilómetros al sureste de la ciudad de Pátzcuaro, en el mismo.

## Historia
En 1631, se estableció el partido de indios, nombrándose a Tacámbaro cabecera del mismo. El 10 de diciembre de 1831, en conformidad a la ley territorial de ese año, se constituyó en municipio.

## Comida tradicional
El municipio de Tacámbaro se ha convertido en uno de los sitios más importantes en cuanto a la Gastronomía de Michoacán se refiere. Sus carnitas son excelentes. Los tacos al vapor que se pueden encontrar prácticamente en cualquier esquina del centro de la ciudad de Tacámbaro, así como en sus principales mercados; y las Bolas de Pedernales, que son un platillo típico originario de la tenencia del mismo nombre.

## Demografía
La población total del municipio de Tacámbaro es de 79 540 habitantes, lo que representa un crecimiento promedio de 1.3 % anual en el período 2010-2020 sobre la base de los 69 955 habitantes registrados en el censo anterior. Al año 2020 la densidad del municipio era de 101,1 hab/km².
| Gráfica de evolución demográfica de Municipio de Tacámbaro entre 2000 y 2020 |
|                                                                              |
| Fuente: Instituto Nacional de Estadística Geografía e Informática            |

En el año 2010 estaba clasificado como un municipio de grado bajo de vulnerabilidad social, con el 14.99 % de su población en estado de pobreza extrema.
La población del municipio está mayoritariamente alfabetizada (13.03 % de personas analfabetas al año 2010) con un grado de escolarización en torno de los 6.7 años. Solo el 0.45 % de la población se reconoce como indígena.
El 96.43 % de la población profesa la religión católica; el 2.08 % se adhiere a las iglesias protestantes, evangélicas y bíblicas.

### Localidades
En el censo de 2020 el municipio de Tacámbaro contaba con 189 localidades.
| Código INEGI      | Localidad             | Población (2020) |
| ----------------- | --------------------- | ---------------- |
| 160820001         | Tacámbaro de Codallos | 30 519           |
| 160820066         | Pedernales            | 6 967            |
| 160820105         | Tecario               | 2 745            |
| 160820038         | Chupio                | 2 516            |
| 160820096         | San Rafael Tecario    | 1 415            |
| 160820091         | San Juan de Viña      | 1 268            |
| 160820112         | Yoricostio            | 1 180            |
| Otras localidades | Otras localidades     | 32 930           |
| Total municipal   | Total municipal       | 79 540           |